# Semiaphis dauci
Semiaphis dauci är en insektsart som först beskrevs av Fabricius 1775.  Semiaphis dauci ingår i släktet Semiaphis och familjen långrörsbladlöss.

## Underarter
Arten delas in i följande underarter:
- S. d. dauci
- S. d. seselii